# 麻栗坡小檗
麻栗坡小檗（学名：Berberis malipoensis）是小檗科小檗属的植物，种加词 malipoensis 意为“云南省文山州麻栗坡县的”。中国特有植物。分布于中国大陆的云南等地，生长于海拔1,000米至1,800米的地区，多生长于石灰岩山坡林中及路旁，目前尚未由人工引种栽培。